# مارفن أيريس
مارفن أيريس (بالإنجليزية: Marvin Ayres)‏ هو ملحن وعازف بيانو بريطاني، ولد في عقد 1950.

## وصلات خارجية
- مارفن أيريس على موقع ميوزك برينز (الإنجليزية)
- مارفن أيريس على موقع ديسكوغز (الإنجليزية)